# John Stevens Henslow
John Stevens Henslow (1796 – 1861) va ser un clergue, botànic i geòleg anglès. És principalment recordat com amic i mentor del seu alumne Charles Darwin.
Henslow era fill de John Prentis Henslow i net de Sir John Henslow.
Henslow es va graduar a 16th wrangler el 1818, el mateix any en el qual Adam Sedgwick va esdevenir Professor Woodwardianà de Geologia. al qual va acompanyar el 1819 en una expecidió geològica a l'illa de Wight. També estudià química sota James Cumming i mineralogia sota Edward Daniel Clarke.
A la mort de Clarke, el 1822, va ser nomenat professor de mineralogia a la Universitat de Cambridge. La botànica, però, va capturar la seva atenció i el 1829 va esdevenir professor de botànica. Va mantenir correspondència amb John James Audubon.
Des de 1821 Henslow va organitzar un herbari de la flora britànica incloent aportacions de William Jackson Hooker i de John Hutton Balfour
L'estiu de 1831 oferiren a Henslow un lloc com a naturalista en el viatge del Beagle, però va preferir que hi anés el jove Charles Darwin.

## Obres
- Henslow, John Stevens, and Skepper, E. (1866). Flora of Suffolk
- Henslow, John Stevens. (1856). A Dictionary of Botanical Terms. Groombridge (reissued by Cambridge University Press, 2009; ISBN 978-1-108-00131-1)
- Henslow, John Stevens. (1846). The Teaching of Science in Cambridge. Metcalfe and Palmer (reissued by Cambridge University Press, 2009; ISBN 978-1-108-00200-4)
- Henslow, John Stevens. (1835). The Principles of Descriptive and Physiological Botany. Longman, Rees, Orme, Brown & Green (reissued by Cambridge University Press, 2009; ISBN 978-1-108-00186-1)
- Henslow, John Stevens. (1823). A Syllabus of a Course of Lectures on Mineralogy. Deighton (reissued by Cambridge University Press, 2009; ISBN 978-1-108-00201-1)
- Henslow, John Stevens. (1829; 2nd ed. 1835). A Catalogue of British Plants.